# Boga vas
Boga vas este o localitate din comuna Ivančna Gorica, Slovenia, cu o populație de 32 de locuitori.